# Отто Клаувель
Отто Адольф Клаувель (нім. Otto Adolf Klauwell; 7 квітня 1851, Бад-Лангензальца — 11 травня 1917, Кельн) — німецький композитор і музикознавець.
Навчався в Лейпцигу, пізніше викладав композицію в Кельнській консерваторії. Склав романтичну оперу «Das Mädchen vom See» (1889), п'єси для рояля, камерної музики, романси; надрукував: «Der Kanon in seiner geschichtlichen Entwicklung» (Лейпциг, 1875); «Der Fingersatz des Klavielspiels» (Лейпциг, 1885); «Musikalische Bekenntnisse» (2 вид., Лейпциг, 1892).